# 猫神たま
『猫神たま』（ねこかみたま）とは、はせ☆裕による日本の漫画作品である。『月刊コミック電撃大王』にて2005年から2008年にかけて連作読切として5本を掲載した後に、2009年7月より『電撃萌王.com』（アスキー・メディアワークス）にて続編がWEB漫画として連載され、萌王版が単行本化された。はせ☆裕の『美少女戦隊ペタリコン』に次ぐ2作目の単行本化作品である。

## ストーリー
鳴神冬馬は霊能者を育成する専門学校に仲間たちと共に通っていた。冬馬は猫神である珠裳に憧れて一人前の妖滅師を目指し、日々能力が上がってくるも様々な試練が襲ってくる。
ストーリー自体はシリアスだが、女性キャラのパンチラシーンや敵妖怪との戦いの中で不可抗力的に発生するきわどいヌードシーンが多く盛り込まれている。

## 登場人物
鳴神 冬馬（なるかみ とうま）
本作の主人公で霊能者専門学校である天照学園の高等部2年生で妖滅部所属。過去に助けられたため珠裳に憧れて妖滅師を目指して日々指導を受けながら訓練している。その甲斐もあり、高等部一の能力者と周囲に認められている。義理の妹である美梅を始め女子には人気があるが天然な性格もあり誰かと付き合うことはしていない。
鳴神 美梅（なるかみ みうめ）
天照学園の高等部2年生で妖滅部所属。幼いころ母親と別れ、冬馬と兄弟のように育った。周囲にはバレバレなほど冬馬に好意を抱いているが、本人にだけ気づかれていない。龍神の一種であるミズチの子供だが、普段は龍鎮玉によって妖気を封じていた。
珠裳（たまも）
伝説の妖滅師と呼ばれている猫神。見た目は幼いが千年以上生きていて、力もかなり強い。わりと全般的に自由に行動していて現在は冬馬の家に居候している。
神波 渚（かんなみ なぎさ）
天照学園の高等部3年生で妖滅部部長。妖滅部を作り上げた本人。なぜかブルマやスパッツを大量に持っている。那由多とはライバル関係にある。可愛いものが大好きなため、よくセクハラまがいのことをする。
天道 那由多（てんどう なゆた）
天照学園の高等部3年生で気道霊術部部長。渚が新たに有能霊力者を集めて妖滅部を作り上げたため、渚達とはライバル関係にある。
嘉具弥（かぐや）
四百年程の間、珠裳の式神を務めている九尾の妖狐で珠裳に次ぐ強さを誇る。珠裳を敬愛しているため、珠裳に好かれる冬馬のことを敵視している。
柏木 ハナ（かしわぎ ハナ）
妖滅部顧問で適当にやることが多い。
青梅 百恵（おうみ ももえ）
気道霊術部顧問で人と猫又のハーフ。
九品仏 山茶（くほんぶつ つばき）
天照学園の高等部2年生で妖滅部所属。式神使いで無口なため普段何を考えているのか不明。見た目は幼いが下着は大人っぽいのを穿いている。
壬生（みぶ）
妖滅部男子メンバーの1人。
小鳥遊（たかなし）
妖滅部男子メンバーの1人。
ミラ
温泉民宿極楽荘の女将。濡れ女で普段は隠しているが半身が蛇になっている。セクハラまがいのこともする。
葡孤（ぽこ）
温泉民宿極楽荘の従業員で化狸。
独楽芽（こまめ）
温泉民宿極楽荘の従業員で小豆洗い。
サキ
温泉民宿極楽荘の従業員でサキュバスとのハーフ。冬馬のことを気に入っている。
亜希子（あきこ）
科学妖滅戦研究所に通う妖艶な外見の女性。その正体は女郎蜘蛛であり、普段は龍鎮玉により自らの妖気を封じることで人間の姿となって暗躍していた。珠裳と美梅を襲うが、助けに現れた冬馬によって倒される。

## 用語一覧
温泉民宿極楽荘
ミラが女将を務める温泉付きの民宿で従業員は全員妖怪。
天照学園（てんしょうがくえん）
日本神話の神アマテラスの名からきている国立の日本第二の規模の霊能者専門の教育、研究機関。
龍鎮玉（りゅうちんぎょく）
美梅が身につけている妖気を封じる封妖具。　

## 読切
幼少時の冬馬とたまの出会いから始まっており、WEB連載版にあった学園物の要素は盛り込まれていない。
1. 「猫神たま」 月刊コミック電撃大王2005年8月号
2. 「猫神たま～万人殺の首刈り武者～」 月刊コミック電撃大王2006年7月号
3. 「猫神たま～九尾の姫狐～」 月刊コミック電撃大王2007年2月号
4. 「猫神たま～たまもの休日～」 月刊コミック電撃大王2007年7月号
5. 「猫神たま～猫娘と鼠娘～」 月刊コミック電撃大王2008年10月号

上記以外に、単行本第1巻の発売告知も兼ね、2010年6月号・7月号に「猫神たま：リゾートプールの骸武者前後編」が萌王.comから出張掲載された。

## 既刊一覧
- はせ☆裕『猫神たま』アスキー・メディアワークス〈電撃コミックス EX〉、既刊1巻

1. 第1巻（2010年5月27日発行） ISBN 978-4-04-868628-0